# Ciotka Julia i skryba (film)
Ciotka Julia i skryba (ang. Tune in Tomorrow) – amerykański komediodramat z 1990 roku w reżyserii Jona Amiela, zrealizowany na podstawie powieści pod tym samym tytułem autorstwa peruwiańskiego pisarza Mario Vargasa Llosy. Akcję przeniesiono z Limy na południe USA. Zdjęcia kręcono w Wilmington oraz w Nowym Orleanie.
We Francji film miał premierę 5 grudnia 1990, a w Wielkiej Brytanii 18 października 1991 roku.

## Fabuła
Film opowiada o romansie młodego dziennikarza radiowego ze starszą od niego ciotką. Tytułowy skryba jest autorem radiowych powieści. Akcja filmu toczy się w Nowym Orleanie.

## Obsada
- Barbara Hershey jako ciotka Julia
- Keanu Reeves jako Martin Loader
- Peter Falk jako Pedro Carmichael (skryba)
- Bill McCutcheon jako Puddler
- Dedee Pfeiffer jako Nellie
- Patricia Clarkson jako ciotka Olga
- Richard Portnow jako wujek Luke
- Joel Fabiani jako Ted Orson
- Henry Gibson jako Big John Coot
- Jerome Dempsey jako Sam & Sid
- John Larroquette jako doktor Albert Quince
- Peter Gallagher jako Richard Quince
- Dan Hedaya jako Robert Quince
- Hope Lange jako Margaret Quince
- Elizabeth McGovern jako Elena Quince
- Buck Henry jako ojciec Serafim

## Nagrody
Film otrzymał nagrodę krytyki i nagrodę publiczności podczas Deauville Film Festival (1990).